# Peter Robeson
Peter Robeson (1929. október 21. – 2018. szeptember 29.) kétszeres olimpiai bronzérmes brit lovas, díjugrató.

## Pályafutása
Az 1956-os stockholmi olimpiai versenyeken díjugratás csapatban, az 1964-es tokiói olimpián egyéniben szerzett bronzérmet. Részt vett az 1976-os monréali olimpián is.

## Sikerei, díjai
- Olimpiai játékok – díjugratás
  - bronzérmes: 1956, Stockholm (csapat), 1964, Tokió (egyéni)